# Arthur Grigg
Pour les articles homonymes, voir Grigg.
Arthur Nattle Grigg, né en 1896 à Longbeach et mort à la guerre le 29 novembre 1941, est un homme politique néo-zélandais.

## Biographie
Scolarisé à Christchurch, il est membre de l'équipe de rugby de son école. Soldat de la branche Royal Field Artillery (en) du Régiment royal d'artillerie de l'Armée de terre britannique sur le front de l'Ouest durant la Première Guerre mondiale, il atteint le rang de capitaine et est décoré de la croix militaire. De retour en Nouvelle-Zélande, il s'établit comme fermier à Longbeach puis à proximité d'Ashburton. Dans les années 1930 il est le président de l'association des agriculteurs de la région, ainsi que de l'association pastoraliste.
Il entre à la Chambre des représentants de Nouvelle-Zélande comme député de la circonscription de la région de Canterbury et pour le Parti national aux élections de 1938, et siège ainsi sur les bancs de l'opposition au gouvernement travailliste. Au début de l'année 1940, il s'engage à nouveau dans les forces armées, et est posté en Afrique du Nord au sein de la 5e brigade d'infanterie de la Force expéditionnaire de Nouvelle-Zélande. Il est fait commandant en second du régiment de formation à l'artillerie des forces britanniques en Libye, et promu major. Il est tué lors d'une attaque allemande sur les positions britanniques durant l'opération Crusader. Son collègue parlementaire néo-zélandais et soldat James Hargest, commandant de la 5e brigade d'infanterie, est capturé à cette occasion par les Allemands, alors que leur collègue le député Joe Cotterill avait été tué la veille durant cette même campagne. Il est inhumé au cimetière militaire près de Sollum, en Égypte ; sa veuve Mary Grigg (en) est élue à son siège vacant au Parlement,,.